# Mesocapromys angelcabrerai
Espèce
Statut de conservation UICN

 CR C2a(i) : 
En danger critique
Mesocapromys angelcabrerai est une espèce de Rongeurs de la famille des Capromyidés qui comprend des hutias. Endémique de Cuba, c'est un animal qui est en danger d'extinction.
L'espèce a été décrite pour la première fois en 1979 par le zoologiste cubain Luis S. Varona.